# Vârși-Rontu
Vârși-Rontu – wieś w Rumunii, w okręgu Alba, w gminie Bistra. W 2011 roku liczyła 7 mieszkańców.